# Dragomir
Dragomir (bulgariska: Драгомир) är ett distrikt i Bulgarien.   Det ligger i kommunen Obsjtina Săedinenie och regionen Plovdiv, i den centrala delen av landet, 100 km öster om huvudstaden Sofia.
Trakten runt Dragomir består till största delen av jordbruksmark. Runt Dragomir är det ganska glesbefolkat, med 31 invånare per kvadratkilometer.